# Transcription du français en russe
Le russe utilise une transcription phonétique pour la cyrillisation des mots français. 

## Transcription des consonnes
Dans le tableau ci-dessous, le symbole ʲ note une mouillure ou un son [j]. La mouillure est indiquée par la voyelle suivante, ou par ь le cas échéant. (voir le tableau des voyelles).
| Phonème français | Orthographes courantes | Transcription russe | Exemple                                                     | Remarques                                                      |
| ---------------- | ---------------------- | ------------------- | ----------------------------------------------------------- | -------------------------------------------------------------- |
| [b]              | b                      | б                   | Bateau-lavoir Бато-Лавуар                                   |                                                                |
| [ʃ]              | ch                     | ш                   | Charles Шарль                                               |                                                                |
| [d]              | d                      | д                   | Bordeaux Бордо                                              |                                                                |
| [f]              | f, ph                  | ф                   | Foucault Фуко                                               |                                                                |
| [ɡ]              | g, gu                  | г                   | Guillaume Гийом                                             |                                                                |
| [ɲ]              | gn                     | нʲ                  | Boulogne Булонь                                             |                                                                |
|                  | h                      |                     | Humanité Юманите                                            | souvent г, quand il y a un h aspiré : Hugo Гюго, Le Havre Гавр |
| [ʒ]              | j, g(e)                | ж                   | Jean Жан                                                    |                                                                |
| [k]              | k, c, qu               | к                   | Camus Камю                                                  |                                                                |
| [l]              | l                      | лʲ                  | Gilbert Жильбер                                             | devant consonne ou en fin de mot                               |
| [l]              | l                      | л                   | Louvre Лувр                                                 | devant voyelle (exceptions possibles)                          |
| [lj]             | li                     | лʲ                  | Montpellier Монпелье                                        |                                                                |
| [m]              | m                      | м                   | Monde Монд                                                  |                                                                |
| [n]              | n                      | н                   | Rhône Рона                                                  |                                                                |
| [ŋ]              | ng                     | нг                  |                                                             |                                                                |
| [p]              | p                      | п                   | Pierre Пьер                                                 |                                                                |
| [ʁ]              | r                      | р                   | Renoir Ренуар                                               |                                                                |
| [s]              | s                      | с                   | Rousseau Руссо                                              |                                                                |
| [sj]             | ti                     | сʲ                  | Libération Либерасьон                                       |                                                                |
| [t]              | t                      | т                   | Pointe Пуэнт                                                |                                                                |
| [v]              | v                      | в                   | Verlaine Верлен                                             |                                                                |
| [w]              | w                      | в                   | Gwénaël Гвенаэль                                            | parfois у dans les mots d'origine anglaise                     |
| [ks] [kz] [gz]   | x                      | кс кз гз            | Xavier гзавье Saint-Exupéry Сент-Экзюпери (forme consacrée) | suivant la prononciation du x                                  |
| [j]              | y, i, il(l)            | йʲ                  | Yeuse Йёз Bayard Байяр Guillaume Гийом                      | après voyelle ou en initiale                                   |
| [j]              | y, i, il(l)            | ьʲ                  | Lavoisier Лавуазье                                          | après consonne                                                 |
| [j]              | il(l)                  | ль                  | Marseille Марсель                                           | cas figés                                                      |
| [z]              | z, s                   | з                   | Vierzon Вьерзон                                             |                                                                |

Les consonnes doublées en français le sont également en russe (Rousseau Руссо).

## Transcription des voyelles
| phonème  | orthographes courantes | transcription russe | exemples                      | remarques                                               |
| -------- | ---------------------- | ------------------- | ----------------------------- | ------------------------------------------------------- |
| [a], [ɑ] | a, â                   | а                   | Charles Шарль                 |                                                         |
| [e], [ɛ] | é, è, ê                | е                   | René Рене                     |                                                         |
| [e], [ɛ] | é, è, ê                | э                   | Edmond Эдмон, Citroën Ситроэн | début de mot, après voyelle, rarement [ɛ] en fin de mot |
| [ø], [œ] | eu, œ, œu              | ё                   | Villedieu Вильдьё             | ё est généralement écrit е sans trémas                  |
| [ø], [œ] | eu, œ, œu              | э                   | Eugène Эжен, Maheu Маэ        | début de mot ou après voyelle                           |
| [ə]      | e                      | -                   | Charles Шарль                 | e muet                                                  |
| [ə]      | e                      | е                   | De Gaulle Де Голль            | uniquement quand [ə] n'est généralement pas élidé       |
| [i]      | i                      | и                   | Village Виляж                 | la transcription du i court [j] est donnée plus haut.   |
| [o], [ɔ] | o                      | o                   | Rhône Рона                    |                                                         |
| [wa]     | oi                     | уа                  | Troyes Труа                   |                                                         |
| [u]      | ou                     | у                   | Louvre Лувр                   |                                                         |
| [y]      | u                      | ю                   | L’Humanité Юманите            |                                                         |

Les voyelles nasales sont traitées comme des voyelles suivies d'une consonne nasale n (ou m devant m, b, p) :
- [ɑ̃] Ambroise Амбруаз, Occidental Оксиданталь
- [ɛ̃] Saintes Сент, Ain Эн
- [ɔ̃] Comte Конт
- [œ̃] Verdun Верден

Enfin, les mouillures modifient la voyelles suivante :
| lettre dure russe | mouillure                                                    | mouillure                                                    | exemples                                                            | remarques                                                    |
| lettre dure russe | après voyelle ou й                                           | après consonne ou ь                                          | exemples                                                            | remarques                                                    |
| ----------------- | ------------------------------------------------------------ | ------------------------------------------------------------ | ------------------------------------------------------------------- | ------------------------------------------------------------ |
| ʲа                | я                                                            | я                                                            | Cognac Коньяк, Bayard Байяр                                         |                                                              |
| ʲе ; ʲё           | ие, йе ; йё                                                  | ье ; ьё                                                      | Trieur Триер, Cahiers du cinéma «Кайе дю синема», Richelieu Ришелье |                                                              |
| э                 | э ne peut jamais suivre une mouillure                        | э ne peut jamais suivre une mouillure                        | э ne peut jamais suivre une mouillure                               | э ne peut jamais suivre une mouillure                        |
| ʲи                | йи                                                           | ьи                                                           | Tilly Тийи                                                          |                                                              |
| ʲо                | йо                                                           | ьо                                                           | Chillon Шильон                                                      |                                                              |
| ʲу                | ю                                                            | ю                                                            |                                                                     |                                                              |
| ʲю                | йю                                                           | ью                                                           |                                                                     |                                                              |
| ʲ                 | devant une consonne ou en fin de mot, la mouillure se note ь | devant une consonne ou en fin de mot, la mouillure se note ь | devant une consonne ou en fin de mot, la mouillure se note ь        | devant une consonne ou en fin de mot, la mouillure se note ь |

On ne double pas й ni ь.